# Wilhelm Leffers
Wilhelm Leffers (* 26. März 1871 in Steinbild; † 25. April 1952 in Altglashütten) war ein katholischer Pfarrer und wurde während der Zeit des Nationalsozialismus verfolgt.

## Leben

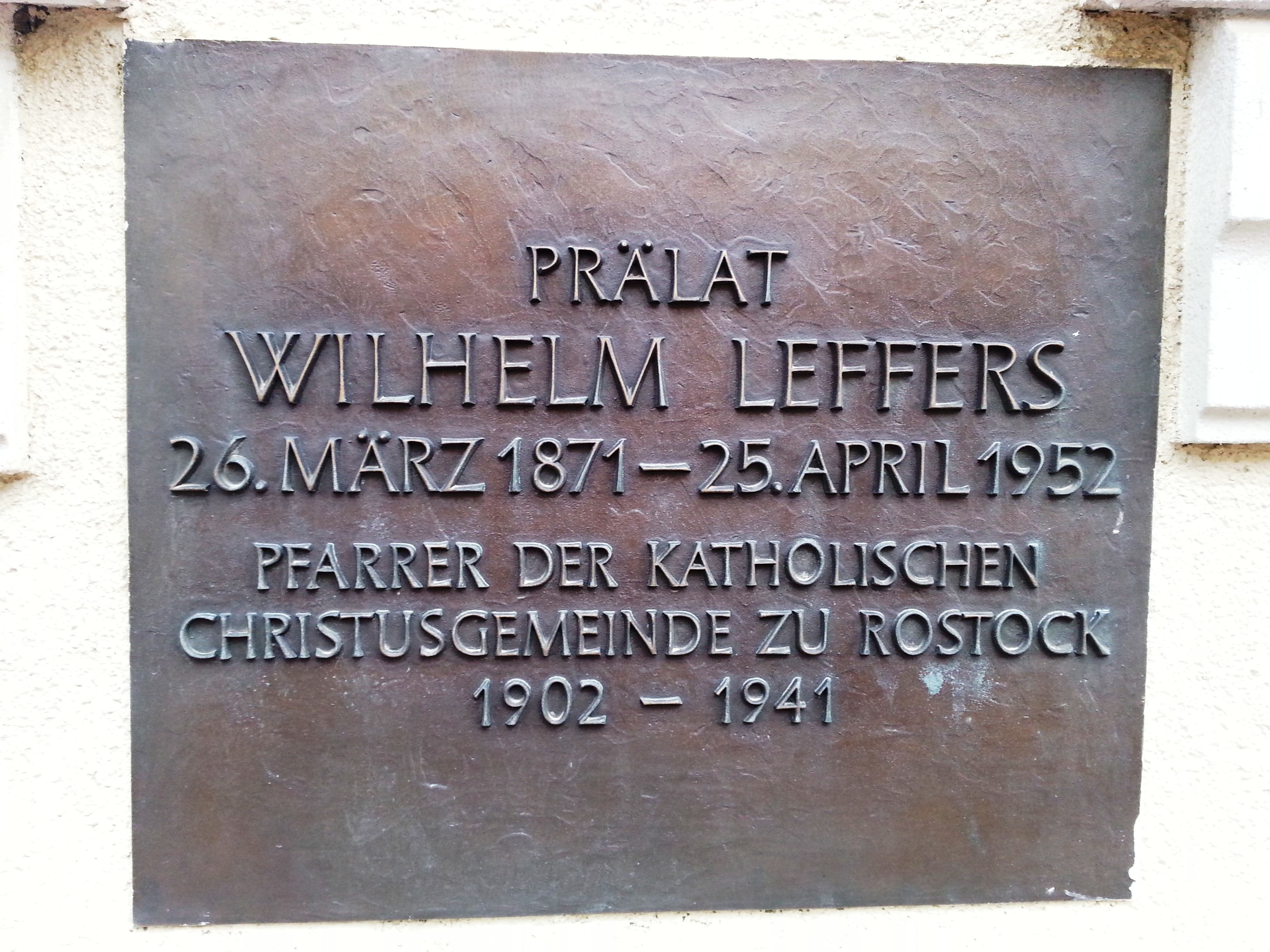
Gedenktafel am Prälat-Wilhelm-Leffers-Haus in der Augustenstraße 85 in Rostock

Wilhelm Leffers wurde am 16. September 1894 in Osnabrück zum Priester geweiht und wirkte zunächst als Kaplan in Ankum.

### Pfarrer und Studentenseelsorger in Rostock
Bischof Hubertus Voß entsandte Leffers im April 1902 nach Rostock, um dort den Bau einer ersten großen katholischen Kirche zu betreuen. Die Christuskirche am Rostocker Schröderplatz wurde am 24. Oktober 1909 geweiht.
Wilhelm Leffers baute mit großem Engagement katholische Sozial- und Bildungseinrichtungen in der Diaspora auf. Er gab den Anstoß für die Gründung des katholischen Krankenhauses „St. Georg“ in Rostock im Jahre 1914. Zur Verbesserung der schlechten Lebensumstände katholischer Kinder in Rostock, darunter vieler polnischen Kinder, und zu ihrer religiöse Erziehung kaufte er das Haus Augustenstraße 85 und ließ es zum Kinder- und Säuglingsheim „St. Josef“ umbauen. Am 29. Januar 1918 zogen die ersten Kinder ein. Der Aufbau einer katholischen Volksschule fiel ebenfalls in die Amtszeit Wilhelm Leffers’. Am 8. Oktober 1929 wurden die ersten 159 Kinder in der Lindenstraße eingeschult, 1930 waren es schon 221.
Zudem war Leffers Studentenpfarrer an der Universität Rostock.

### Widersacher des Nationalsozialismus
Bereits in den ersten Jahren der NS-Diktatur wurde Wilhelm Leffers denunziert. Gerhard Schinke, der Gauschulungswart des NS-Studentenbundes, und zwei anderen Studenten verwickelten ihn – nach einem vorgefassten Plan – in ein Gespräch über den Mythus des 20. Jahrhunderts von Alfred Rosenberg und zeigten Leffers wegen dessen Kritik des antisemitischen Machwerks an. Am 6. März 1935 wurde er verhaftet. Das Sondergericht des Hanseatischen Oberlandesgerichtsbezirks verurteilte ihn wegen Vergehen gegen § 3 des Heimtückegesetzes zu einem Jahr und sechs Monaten Gefängnis. Er war im Zuchthaus Dreibergen in Bützow inhaftiert. Im März 1940 wurde Leffers erneut verhaftet und zu zweieinhalb Gefängnis verurteilt. Als er aus gesundheitlichen Gründen vorzeitig entlassen wurde, verfügte die Gestapo die Verbannung aus dem Land Mecklenburg auf Lebenszeit.
Daraufhin zog Leffers nach Altglashütten im Schwarzwald. Dort war er weiterhin als Seelsorger tätig. Er starb am 25. Mai 1952. 1956 wurde sein Leichnam, seinem Wunsch entsprechend, nach Rostock umgebettet.

## Ehrungen
Wegen seiner Verdienste um die Gemeindegründungen in Güstrow, Tessin, Marlow und Warnemünde wurde er vom Papst zum Geheimkämmerer ernannt.
Im Rostocker Stadtteil Brinckmansdorf wurde eine Straße nach Wilhelm Leffers benannt.